# クラリス・アグベニュー
クラリス・アグベニュー（Clarisse Agbegnenou、1992年10月25日 - ）は、フランスのレンヌ出身の柔道家。トーゴ系フランス人である。

## 人物
2008年のヨーロッパカデ柔道選手権大会では優勝を成し遂げた。2010年には東京で開催された世界選手権に出場するが、初戦でタイの無名の選手に一本背負投で敗れた。だが、その後のグランドスラム・東京では決勝で同じフランスのジブリズ・エマヌを指導2で破ってグランドスラム大会を18歳で制した。2011年に地元のパリで開催された世界選手権では初戦でオランダのアニカ・ファンエムデンの有効で敗れた。さらに世界ジュニアでは準々決勝で日本の太田晴奈の合技で敗れて3位だった。その後も際立った成績は残せず、オリンピック代表争いでエマヌに大きく引き離されて結局代表にはなれなかった。しかし、2013年に入るとグランドスラム・パリ決勝でファンエムデンを破って優勝を遂げた。続くグランプリ・デュッセルドルフ決勝でも日本の阿部香菜を大外刈で破るなどオール一本勝ちで優勝を飾った。4月のヨーロッパ選手権でも優勝した。8月の世界選手権では決勝でイスラエルのヤーデン・ジェルビに変則の片羽絞で失神させられて2位にとどまった。なお、ジェルビの施した絞め技は、IJF試合審判規定において指導の対象となる「柔道衣の上衣の裾または帯を使って(略)絞技を施すこと」に該当することが後に確認されたが、試合結果に変更が加えられることはなかった。2014年のヨーロッパ選手権では2連覇した。世界選手権では決勝で昨年敗れたジェルビを合技で破り雪辱して優勝を飾った。世界団体でも優勝を飾った。2015年の世界選手権では決勝でスロベニアのティナ・トルステニャクから技ありと有効を取られて2位に終わり、連覇はならなかった。2016年のリオデジャネイロオリンピックでは準決勝で日本の田代未来と対戦して指導1で破ったが、決勝でトルステニャクの前に一本負けして2位にとどまり、金メダル獲得はならなかった。2017年の世界選手権では決勝でトルステニャクに反則勝ちして2度目の優勝を果たした。ワールドマスターズでは準決勝で田代に大内刈で敗れて3位だった。なお、田代には7度目の対戦にして初めて敗れた。2018年にはグランドスラム・パリとヨーロッパ選手権で優勝した。世界選手権では決勝で田代を払巻込で破って2年連続3度目の優勝を果たした。ワールドマスターズでは準決勝で田代を襟を持たない両手を組んだ絞技ペルビアン・ネクタイ・チョークで破った。一方で全柔連などは決まり技は片襟を持つ絞技片手絞と発表している。決勝は
鍋倉那美と対戦して、横車に来たところを腰を切って上になりそのまま横四方固で一本勝ちして優勝した。なお、2018年には2年連続3度目の世界ランキング年間1位となった。女子の全階級で最もポイントを積み上げたことにより、IJFから5万ドルが授与された。2019年のグランドスラム・パリでは決勝でトルステニャクを破って今大会5度目の優勝を果たした。ヨーロッパ競技大会ではオール一本勝ちで優勝した。8月に東京で開催された世界選手権では決勝で田代を11分以上の戦いの末に技ありで破って今大会4度目の優勝を果たした。ワールドマスターズでは準決勝で土井雅子を技ありで破るも、決勝では鍋倉に払巻込の技ありで敗れて2位にとどまった。2020年2月のグランドスラム・パリでは決勝で鍋倉を破り優勝した。ヨーロッパ選手権でも優勝した。2021年のワールドマスターズでは決勝で鍋倉を再び破って優勝した。2021年の世界選手権では決勝でスロベニアのアンドレヤ・レシキを合技で破るなどオール一本勝ちして、5度目の世界選手権優勝を果たした。7月の東京オリンピック開会式ではフランス選手団の旗手を務めた。日本武道館で開催された柔道競技では、前回のリオデジャネイロオリンピックに続く決勝対決となったトルステニャクをGSに入ってから技ありで破って、オリンピック初優勝を飾った。なお、同年に世界選手権とオリンピックを制した初めての選手となった。続く東京オリンピック混合団体では決勝の日本戦で先鋒として出場すると、一つ上の階級である70kg級のオリンピックチャンピオン新井千鶴との対戦となった。試合ではスピードとパワーで新井を圧倒し、合技の一本勝ちで勝利した。この勝利で勢いに乗ったフランスチームは日本チームを4勝1敗の大差で下して優勝を果たした。これで個人戦と団体戦の2冠を達成することになった。2022年11月にジョージアで開催されたヨーロッパクラブ選手権で復帰するも、決勝で同じフランスのマルゴー・ピノとの対戦で足を負傷して棄権負けした。2023年2月のグランドスラム・テルアビブには個人契約したミズノの柔道衣で試合に出場したため、スポンサーであるアディダスの柔道衣をテディ・リネール以外のナショナルチームメンバーに義務付けているフランス柔道連盟は、アグベニューのコーチが試合に帯同するのを認めないのみならず、財政支援も打ち切った。その大会では準々決勝でオーストラリアのカタリナ・ヘッカーに技ありを取られた後に反則負けを喫すると、敗者復活戦でもコソボのラウラ・ファズリウに技ありで敗れて7位にとどまった。その後アディダスの柔道衣を着用することに同意したものの、もはやフランス柔道連盟に対する信頼は抱けなくなったという。2023年の世界選手権では決勝でレシキを合技で破って、6度目の世界選手権優勝を成し遂げた。ワールドマスターズでは準決勝で高市未来に横四方固で敗れて3位だった。地元で開催されたヨーロッパ選手権では、準々決勝でファズリウに技ありで敗れると、敗者復活戦でもハンガリーのエズバシュ・ソフィに技ありで敗れて7位だった。2024年にはグランドスラム・パリとグランドスラム・タシケントで優勝した。世界選手権では準々決勝でカナダのカトリーヌ・ボーシュマン＝ピナールに技ありで敗れるが、その後の敗者復活戦を勝ち上がって3位になった。地元で開催されたパリオリンピックでは準決勝でレシキに技ありで敗れるも、3位決定戦に勝利して銅メダルを獲得した。続くパリオリンピック混合団体では決勝の日本戦で田代を技ありで破りスコアを3-3のタイにすると、その後の代表戦でリネールが勝利したためチームも優勝を飾った。
寝技では肩三角グリップからのペルビアン・ネクタイ・チョークや肩三角グリップを掛けながらの崩袈裟固をよく狙う。ユーロスポーツフランスによると2016年リオデジャネイロオリンピックで決勝でトルステニャクに寝技で敗れたアグベニューは寝技を強化する。その結果、絞技ペルビアン・ネクタイ・チョークを修得した。前述の田代戦のほかグランドスラム・パリ2019ではメイリン・デル＝トロ＝カルバハル（キューバ）に、2019年世界柔道選手権大会3回戦のプリスカ・アウィティ=アルカラズ(メキシコ）にこれで勝利している。

## 暴行騒ぎ
異性関係の縺れから78 kg超級の選手であるアン＝ファトゥマタ・ンベロと対立することになったアグベニューは、2013年4月12日にINSEPにおいてロンドンオリンピック銅メダリストである52 kg級のプリシラ・ネト、63 kg級のランセイ・サン・サン・ムワ、70 kg級のファニー＝エステル・ポスビト及び78 kg級のマドレーヌ・マロンガを引き連れてンベロの寝室に入り込むと、ンベロと激しい口論になった挙句、何度となく殴りつけた。この暴行でンベロは肩を負傷して嘔吐も引き起こしたという。5月16日にフランス柔道連盟の規律委員会は、暴行の主犯であるアグベニューに執行猶予付きの1年間に渡る大会の出場停止、従犯のネト他4名に執行猶予付きの3ヶ月に渡る大会の出場停止処分を科した。
しかしながら、フランス柔道連盟がアグベニューらに示した寛大な処置に納得のいかないンベロ側は、この一件をパリの裁判所へ訴えるに至った。2014年7月にパリの裁判所はアグベニューに対して、ンベロへ2780ユーロの支払いと、70時間の社会奉仕活動を言い渡した。ネト他4名は無罪となった。その後は90 kg級で活躍するオランダのノエル・ファントエンドと交際していた。2022年にはトマ・グラバとの間に子供をもうけることになった。

## 主な戦績
- 2008年 - ヨーロッパカデ柔道選手権大会　優勝
- 2009年 - ベルギー国際　ジュニアの部　3位
- 2010年 - グランプリ・チュニス　5位
- 2010年 - ワールドカップ・タリン　3位
- 2010年 - グランドスラム・モスクワ　5位
- 2010年 - グランプリ・アブダビ　2位
- 2010年 - グランドスラム・東京　優勝
- 2011年 - グランドスラム・パリ　3位
- 2011年 - グランドスラム・モスクワ　5位
- 2011年 - グランプリ・アブダビ　優勝
- 2011年 - 世界ジュニア　3位
- 2011年 - グランプリ・アムステルダム　5位
- 2011年 - グランドスラム・東京　5位
- 2011年 - グランプリ・青島　5位
- 2012年 - グランプリ・デュッセルドルフ　2位
- 2012年 - ヨーロッパ選手権　個人戦　3位　団体戦　2位
- 2012年 - グランプリ・アブダビ　5位
- 2012年 - グランドスラム・東京　5位
- 2013年 - グランドスラム・パリ　優勝
- 2013年 - グランプリ・デュッセルドルフ　優勝
- 2013年 - ヨーロッパ選手権　優勝
- 2013年 - グランプリ・マイアミ　優勝
- 2013年 - 世界選手権　2位
- 2013年 - グランプリ・アブダビ　2位
- 2014年 - グランドスラム・パリ　優勝
- 2014年 - ヨーロッパ選手権　個人戦　優勝　団体戦　優勝
- 2014年 - 世界選手権　優勝
- 2014年 - 世界団体　優勝
- 2014年 -　グランプリ・チェジュ　優勝
- 2015年 - グランプリ・ザグレブ　2位
- 2015年 - ヨーロッパ競技大会　個人戦　3位　団体戦　優勝
- 2015年 - 世界選手権　2位
- 2015年 - グランドスラム・アブダビ　優勝
- 2015年 -　グランプリ・チェジュ　優勝
- 2016年 -　グランドスラム・パリ　優勝
- 2016年 - リオデジャネイロオリンピック 2位
- 2017年 -　グランドスラム・パリ　2位
- 2017年 -　グランプリ・デュッセルドルフ　優勝
- 2017年 - ヨーロッパオープン・クルジュ＝ナポカ　優勝
- 2017年 -　世界選手権　優勝
- 2017年 -　ワールドマスターズ　3位
- 2018年 -　グランドスラム・パリ　優勝
- 2018年 - グランプリ・トビリシ　優勝
- 2018年 - ヨーロッパ選手権　優勝
- 2018年 -　世界選手権　優勝
- 2018年 -　世界団体　2位
- 2018年 -　ワールドマスターズ　優勝
- 2019年 - グランドスラム・パリ　優勝
- 2019年 - ヨーロッパ競技大会 優勝
- 2019年 - 世界選手権　優勝
- 2019年 -　ワールドマスターズ 2位
- 2020年 -　グランドスラム・パリ　優勝
- 2020年 - ヨーロッパ選手権　優勝
- 2021年 -　ワールドマスターズ　優勝
- 2021年 -　世界選手権 優勝
- 2021年 -　東京オリンピック　優勝
- 2021年 -　東京オリンピック混合団体　優勝
- 2023年 -　グランドスラム・テルアビブ　7位
- 2023年 -　世界選手権　優勝
- 2023年 -　ワールドマスターズ 3位
- 2023年 - ヨーロッパ選手権　7位
- 2024年 -　グランドスラム・パリ　優勝
- 2024年 -　グランドスラム・タシケント　優勝
- 2024年 - 世界選手権　3位
- 2024年 - パリオリンピック　3位
- 2024年 -  パリオリンピック混合団体 優勝
- 2025年 -　グランドスラム・トビリシ　3位
- 2025年 - ヨーロッパ選手権　2位

(出典、JudoInside.com)

## 出演動画番組
- Coffee With Celine - Clarisse Agbegnenou - YouTube（Judoチャンネル）2020年3月30日[56][57]